# Pauridiantha siderophila
Pauridiantha siderophila är en måreväxtart som beskrevs av Nicolas Hallé. Pauridiantha siderophila ingår i släktet Pauridiantha och familjen måreväxter. Inga underarter finns listade i Catalogue of Life.